# Palazzo Orlandi

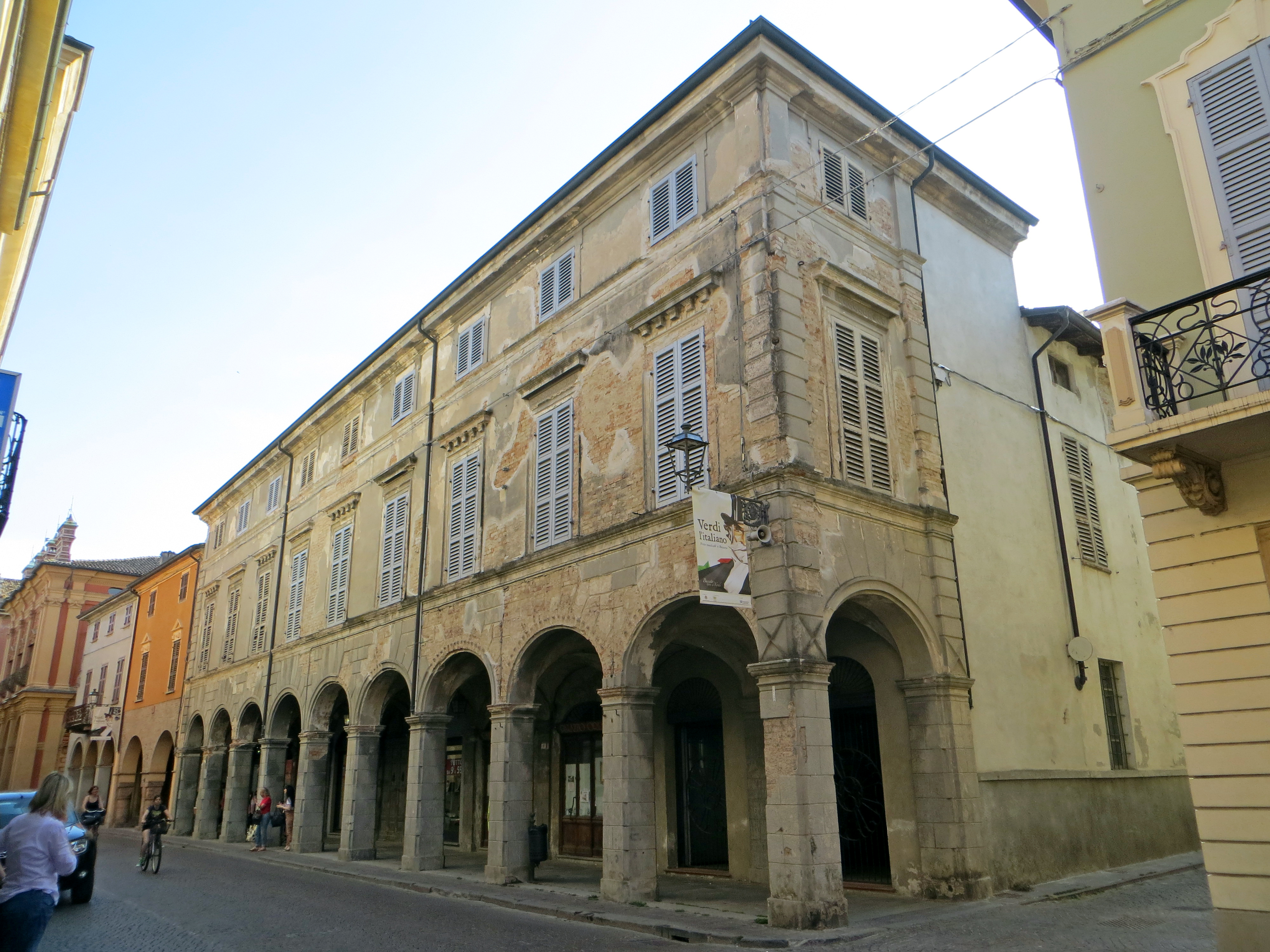
Fassade des Palazzo Orlandi in Busseto

Der Palazzo Orlandi, auch Palazzo Dordoni-Cavalli genannt, ist ein Palast des Klassizismus in Busseto in der italienischen Region Emilia-Romagna. Er liegt in der Via Roma 56.

## Geschichte

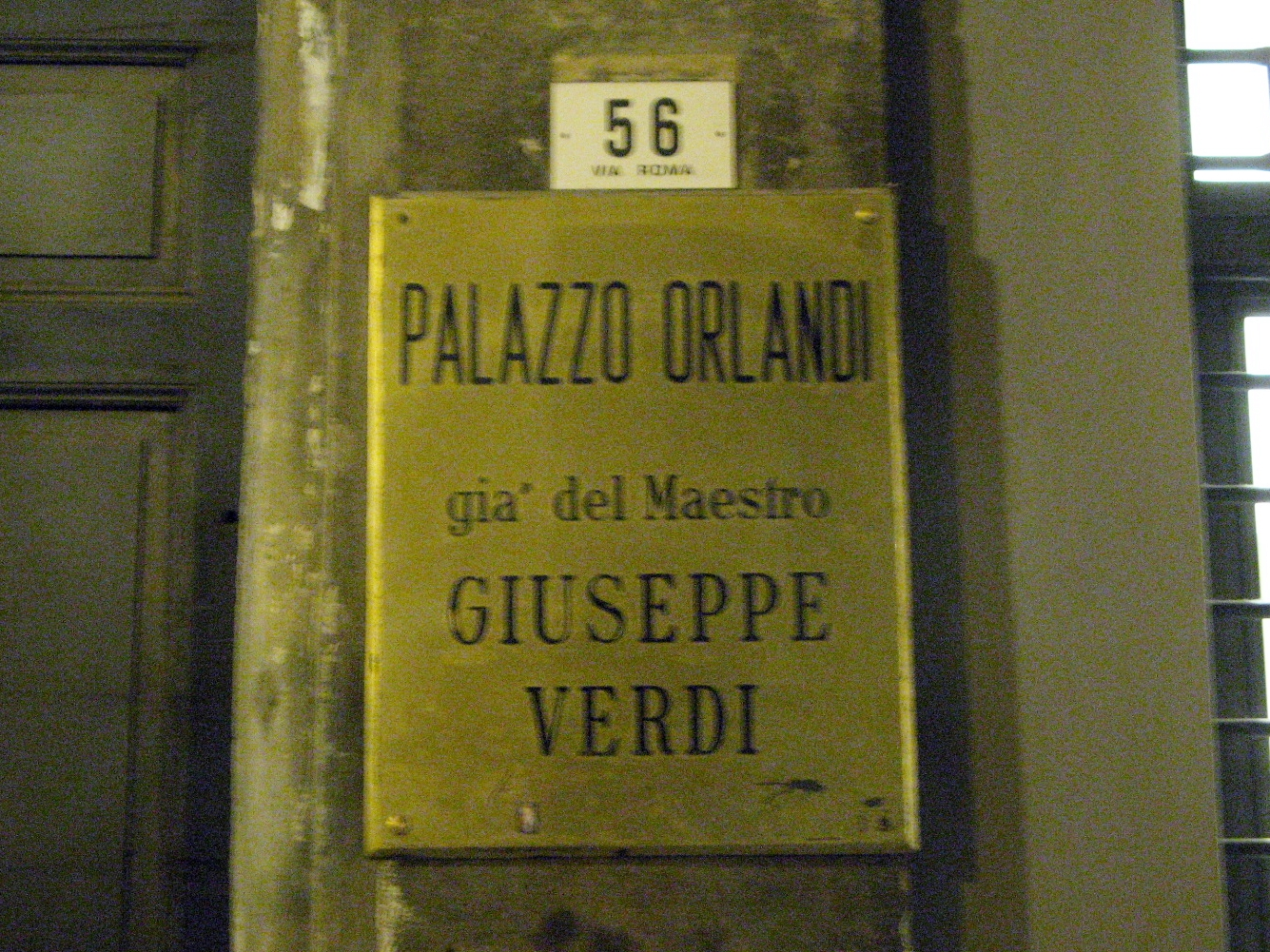
Schild am Eingang

Den ursprüngliche Palast ließ Graf Annibale Dordoni Anfang des 19. Jahrhunderts unter der Leitung des Architekten und Malers Giuseppe Cavalli aus Busseto vollständig im Stile des Klassizismus umgestalten; dieser errichtete die Fassade an der Via Roma und baute die Innenräume um, wobei er auch den Salon neu dekorierte.
Wenige Jahre später wurde das Gebäude an Antiono Cavalli, den Sohn des Projektanten, verkauft, es seinem Sohn Contardo vermachte, der später zum Bürgermeister von Busseto ernannt wurde. Den Palast, der damals als der modernste in der ganzen Stadt galt, kaufte am 6. Oktober 1845 für die riesige Summe von 22.000 parmensische Lire Giuseppe Verdi, der sich wegen der notariellen Urkunde an seinen Anwalt und Freund Ercolano Balestra wandte.
Der Maestro zog dort 1849 mit der Sopranistin Giuseppina Strepponi ein. Er komponierte in diesen Räumen drei Opern, Luisa Miller, Stiffelio und Rigoletto, entschied sich aber 1851 wegen des Skandals, den diese wilde Ehe, die damals als unmoralisch galt, in der Stadt auslöste, in die einsamer gelegene Tenuta di Sant’Agata umzuziehen. 1867 verstarb in dem Palast Carlo Verdi, der Vater des Komponisten. Dieser verkaufte das Gebäude 1875 der Strepponi, die in der Zwischenzeit seine Gattin geworden war, für die Summe von 18.000 parmensische Lire. 1882 beschloss auch die Strepponi, ihn als dauernde Bleibe für die Armen von Busseto an Guglio und Isidoro Sivelli, Cousins des Maestro, abzugeben, die sich um die gänzliche Restaurierung des Gebäudes kümmerten, das nach dem Umzug der Verdis in die Tenuta di Sant’Agata arg verfallen war.
1888 kaufte die Familie Orlandi den Palast und von 1913 bis 1926 war der Maestro Arturo Toscanini mehrmals zu Gast, wobei er verschiedene Erinnerungsstücke hinterließ, darunter einen handsignierten Taktstock für Frau Cina Barezzi Orlandi, Urenkelin von Margherita Barezzi, der ersten Gattin von Giuseppe Verdi.
1982 diente der Palast als Filmset während der Dreharbeiten zum Drama  Giuseppe Verdi – Eine italienische Legende unter der Regie von Renato Castellani.
Ende 2012 entschieden sich die Erben der Familie Orlandi, das Gebäude zu verkaufen. Den Palast, der damals Restaurierungsarbeiten bitter nötig hatte, kaufte die Società Italiana degli Autori ed Editori (SIAE) über ihren Immobilienfonds Norma di Sorgente Group in der Absicht, ihn umzubauen und ein der Musik gewidmetes Zentrum zu schaffen, das eine Schule und Wohnungen enthielt.

## Beschreibung

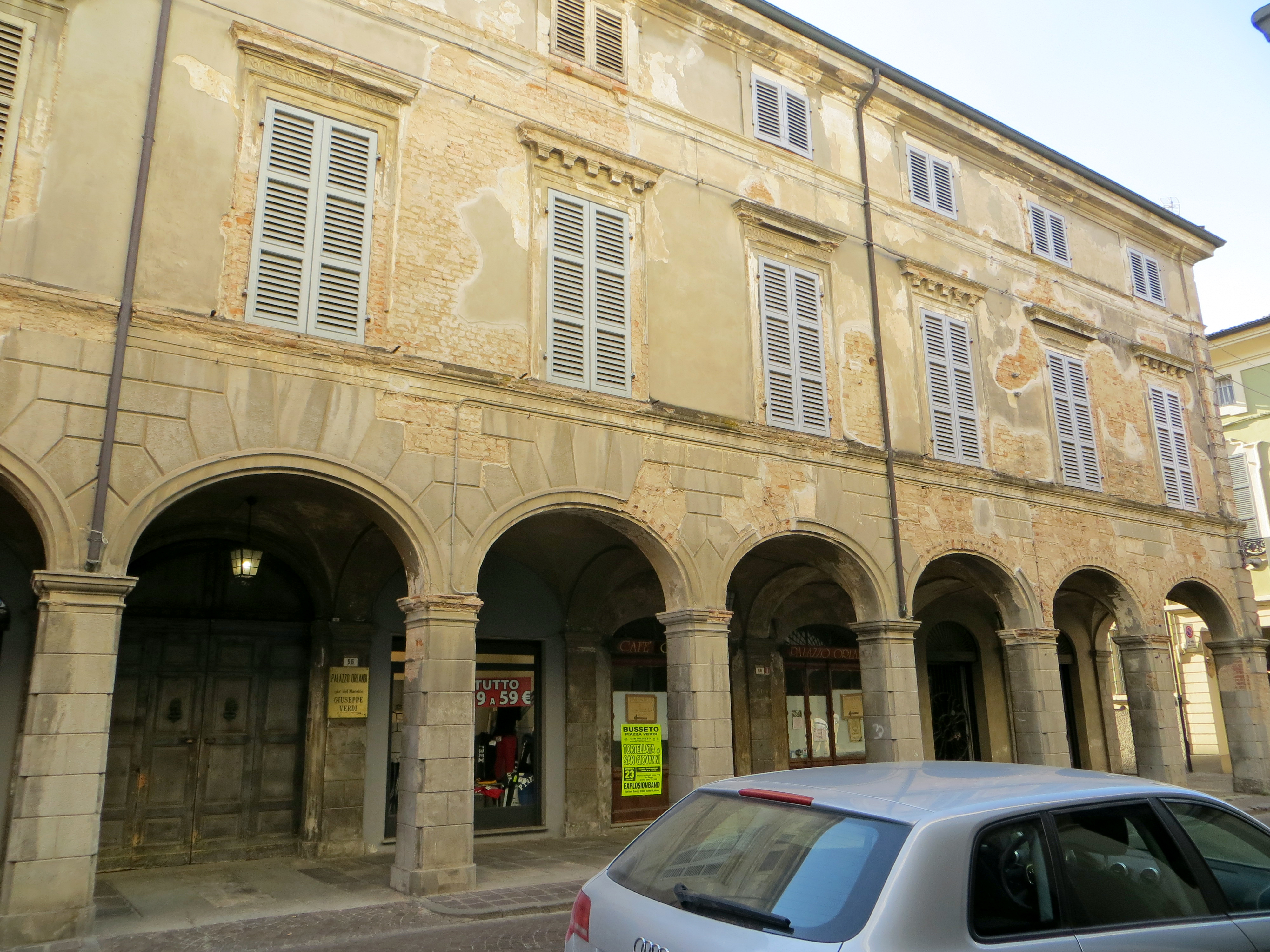
Fassade

Der große Palast mit rechteckigem Grundriss bedeckt eine Gesamtfläche von 2500 m², verteilt auf drei Stockwerke, und liegt an der Ecke der zentralen Via Roma und der engen Via Pasini.
Die Hauptfassade erhebt sich über einer eleganten Vorhalle mit neun Rundbogenarkaden und falscher Bossenwerkverkleidung im Erdgeschoss. Über dem Gesims öffnen etliche Fenster mit Rahmen, die vorspringende und abwechselnd mit kleinen Konsolen dekorierte Architrave stützen. Darüber erhebt sich das oberste Stockwerk mit kleineren, gerahmten Fensteröffnungen.
Im Inneren ist der Innenhof in der Mitte, den man durch einen langen Empfangssalon mit dekorierter Gewölbedecke erreicht, durch eine elegante Vorhalle mit venezianischem Fenster in der Mitte gekennzeichnet, über der auf der Eingangsseite eine Loggia liegt.
Der Salon im ersten Obergeschoss ist vollständig mit Fresken dekoriert, die Grotesken zeigen und von Giuseppe Cavalli in der Zeit des Umbaus des Palastes realisiert wurden; sie bedecken die Wände und das Klostergewölbe an der Decke.